# Incendie du Laurier Palace

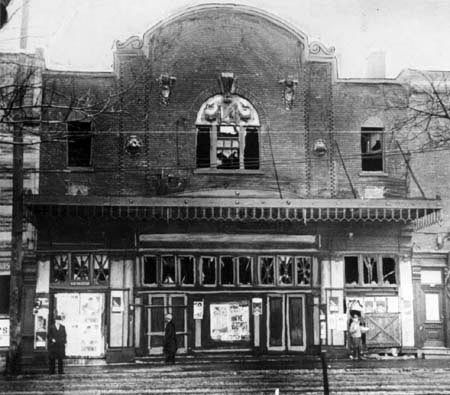
Façade du Laurier Palace après l'incendie.

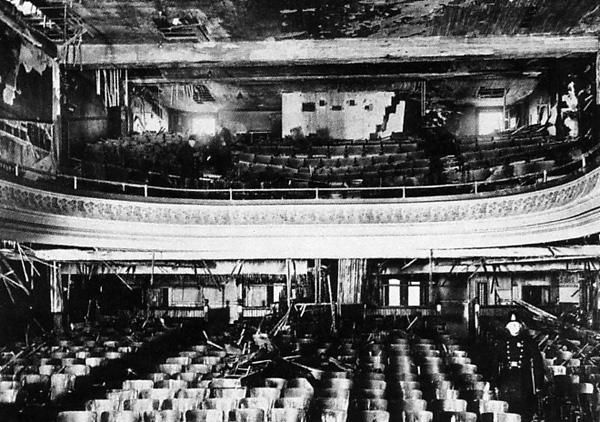
La salle, le lendemain de la tragédie.

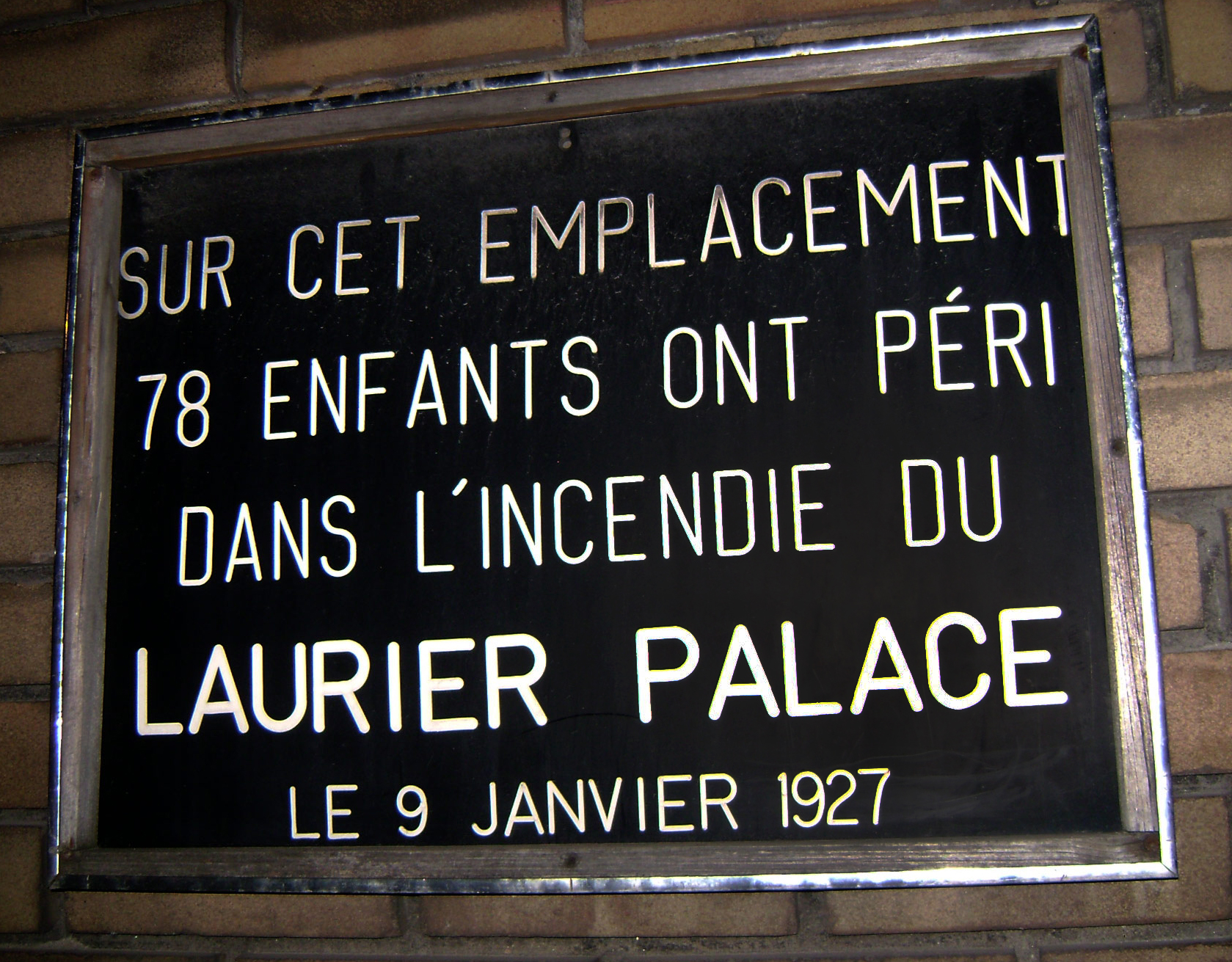
Plaque apposée en mémoire des victimes.

Campagne de prévention dans une école primaire, 1932.

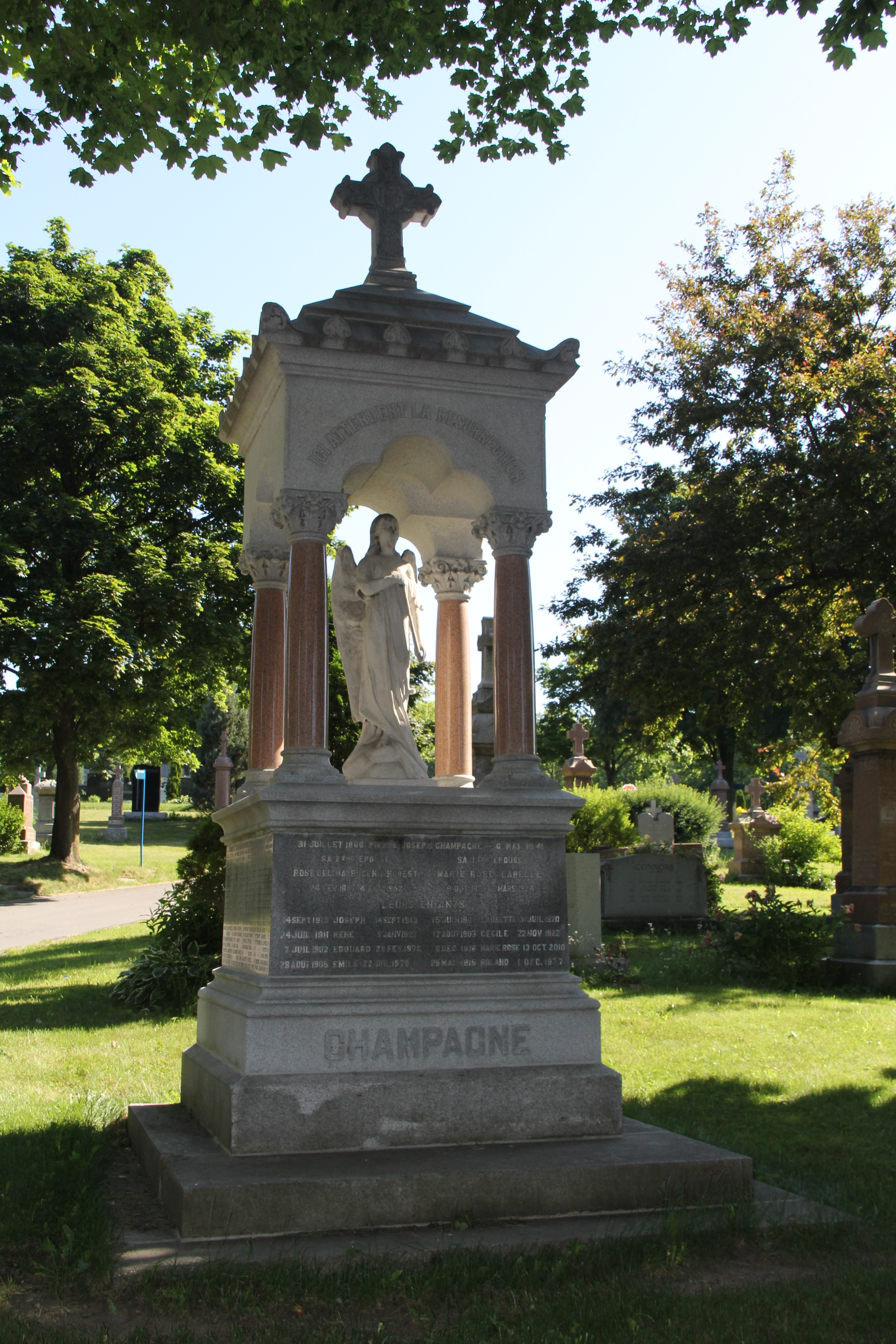
Monument commémoratif, cimetière Notre-Dame-des-Neiges à Montréal.

L'incendie du Laurier Palace est l'une des pires tragédies du XXe siècle à Montréal. Le 9 janvier 1927, un incendie dans un cinéma cause la mort de 78 enfants,.

## L'incendie
Inauguré en 1912 et situé au 3215 rue Saint-Catherine est, dans le quartier ouvrier Hochelaga-Maisonneuve, le Laurier Palace offre alors des séances de cinéma. Il est commun de constater dans ce genre d'établissement des incendies puisque la pellicule est alors faite de celluloïd, matériel très inflammable. Malgré l'interdiction de fumer la cigarette et l'obligation d'être accompagné par un adulte pour les moins de 16 ans de l'établissement, plusieurs ne se conforment pas. 
Le film à l'affiche est Get 'Em Young. Près de 800 personnes passent le guichet ce dimanche-là. Cinq cents personnes s'installent au rez-de-chaussée et 300 autres, majoritairement des enfants, s'installent au balcon. L'enquête démontrera que la plupart d'entre eux n'avaient pas eu la permission d'être au cinéma. 
Lorsque le feu se déclare, la cohue est totale, et chacun s'enfuit comme il peut. Les enfants installés au balcon ne peuvent sortir à cause d'une issue verrouillée et d'un employé peu avisé. Ils s'empilent tragiquement jusqu'au plafond dans la cage d'escalier en cherchant à évacuer l'endroit enfumé. Le projectionniste, Émile Massicotte, a traîné environ 30 enfants de la sortie verrouillée vers la cabine de projection anti-feu et les a fait passer par une fenêtre sur le chapiteau au-dessus du trottoir, d’où ils descendirent les échelles des pompiers vers la rue. Un placier, Paul Champagne, est resté en service pour aider à l'évacuation vers l'autre cage d'escalier non bloquée. Sans la bravoure de Paul Champagne et d'Émile Massicotte, le bilan des morts aurait été beaucoup plus élevé, peut-être bien supérieur à 100. Ironiquement, le feu est maîtrisé en moins de 30 minutes par les pompiers de Montréal sans grande difficulté.

## Les enquêtes
Deux enquêtes ont lieu rapidement pour démêler les causes de la tragédie, soit l'enquête du coroner Edmond McMahon et l'enquête du commissaire aux incendies Emmett Quinn. C'est l'avocat Antoine Chauvin, jeune substitut du procureur général qui représentera la Couronne dans ces deux enquêtes.
Les conclusions de ces enquêtes forceront la tenue d'une commission royale orchestrée par le juge Louis Boyer. Ce dernier recommande notamment que la réglementation soit appliquée avec plus de vigueur. Les propriétaires, Najeeeb et Ameen Lawand, seront tenus non criminellement responsables mais des ententes hors cour surviendront en 1929 pour dédommager les parents.
L'accident provoque une colère collective qu'endiguent les autorités catholiques. On forme alors la Ligue de la sécurité de la province de Québec, qui milite contre les accidents en proposant des programmes de sensibilisation dans les écoles.
Le fonds d’archives de la Commission royale d'enquête sur l'incendie du Laurier Palace et sur certaines autres matières est conservé au centre d’archives de Montréal de la Bibliothèque et Archives nationales du Québec.